# Martinovići (Glina)
Martinovići is een plaats in de gemeente Glina in de Kroatische provincie Sisak-Moslavina. De plaats telt 94 inwoners (2001).